# Primosome
Un primosome est un complexe bi-enzymatique intervenant lors de la réplication de l'ADN des cellules procaryotes.
Il résulte de l'assemblage de deux enzymes, l'hélicase et la primase. 

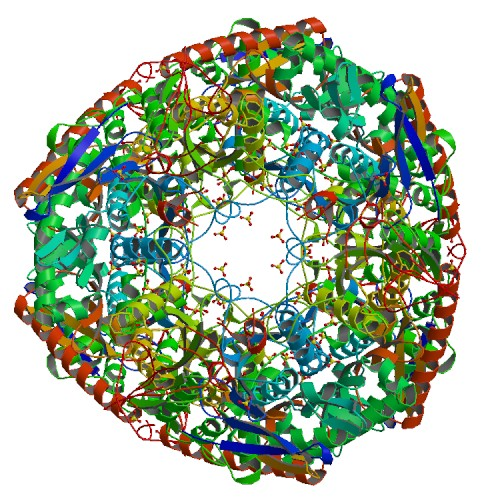
Structure du primosome humain.

Le primosome permet de synthétiser les amorces d'ARN permettant d'initier la réplication sur le brin retardé de l'ADN et ainsi, après synthèse d'ADN, donner les fragments d'Okazaki.